# 莫德卢
莫德卢是巴西圣卡塔琳娜州的一个市镇。总面积92.717平方公里，总人口3772人，人口密度40.7人/平方公里。